# Testosteron (film 2007)
Testosteron – polska komedia z 2007 roku w reżyserii Tomasza Koneckiego i Andrzeja Saramonowicza. Film powstał na podstawie sztuki teatralnej o tym samym tytule.
Zdjęcia do filmu trwały od 1 sierpnia do 6 września 2006. Plenerami filmu były: Warszawa, Mszczonów, Badów Górny.

## Fabuła
Akcja filmu toczy się na weselu po ślubie, który się nie odbył. Przed ołtarzem panna młoda (znana piosenkarka Alicja (Magdalena Boczarska)) oświadcza Kornelowi (pan młody), że kocha innego mężczyznę. Całuje w kościele jednego z gości (Tretyna) i ucieka. Ojciec pana młodego, Grek Stavros (Krzysztof Stelmaszyk), przy pomocy przyjaciela pana młodego, Robala, oraz gitarzysty Fistacha (Tomasz Karolak) porywa tego mężczyznę i zawozi na miejsce, gdzie miało się odbyć wesele. Trafia tam także niedoszły małżonek Kornel (z kroplówką, gdyż w kościele wynikła bójka, w wyniku której wylądował na pogotowiu) i jego brat, Janis (Cezary Kosiński). Do sześciu mężczyzn dołącza kelner Tytus (Borys Szyc) i wszyscy razem urządzają wesele – spędzają kilkanaście godzin na rozmowach, tańcach i piciu. Każdy z nich ma własne doświadczenia z kobietami i opowiada swoją historię; wychodzą na jaw tajemnice i sposoby uwodzenia kobiet.

## Bohaterowie
- Cezary Kosiński – Janis
- Maciej Stuhr – Sebastian Tretyn
- Tomasz Karolak – Fistach
- Piotr Adamczyk – Kornel, ornitolog
- Borys Szyc – Tytus, kelner
- Tomasz Kot – Robal
- Krzysztof Stelmaszyk – Stavros
- Wojciech Mecwaldowski – Yarek Depczak, krytyk
- Joanna Fidler – Beatka
- Mirosława Olbińska – Stenia Maciochowa
- Anita Sokołowska – Matka Kornela
- Anita Szymczak – kochanka Stavrosa I
- Marta Raczkowska – kochanka Stavrosa II
- Aleksandra Kisio – Patrycja
- Magdalena Waligórska – druhna Patrycji
- Kuba Wojewódzki – on sam
- Katarzyna Kurylońska – żona Tretyna
- Rozalia Saramonowicz – Zuzia, córka Tretyna
- Magdalena Górska – narzeczona Fistacha z Oazy
- Joanna Niemirska – matka Janisa
- Janusz Mazurczak – ksiądz
- Kasia A. Leconte – Barbie
- Anna Dereszowska – doktor Ślaska
- Aleksandra Popławska – żona Janisa
- Magdalena Boczarska – Alicja
- Marzena Rogalska – druhna Alicji
- Sabina Wasiak – zakonnica
- Piotr Maliszewski – Piotruś, synek Janisa
- Phuong Dung Trinh – Azjatka
- Rui Carlos Ferreira – taksówkarz z Sydney
- Julia Pietrucha – młoda matka Tytusa
- Maria Gładkowska – matka Tytusa
- Marek Bimer – kucharz Jędruś